# هيدروجينوسوم

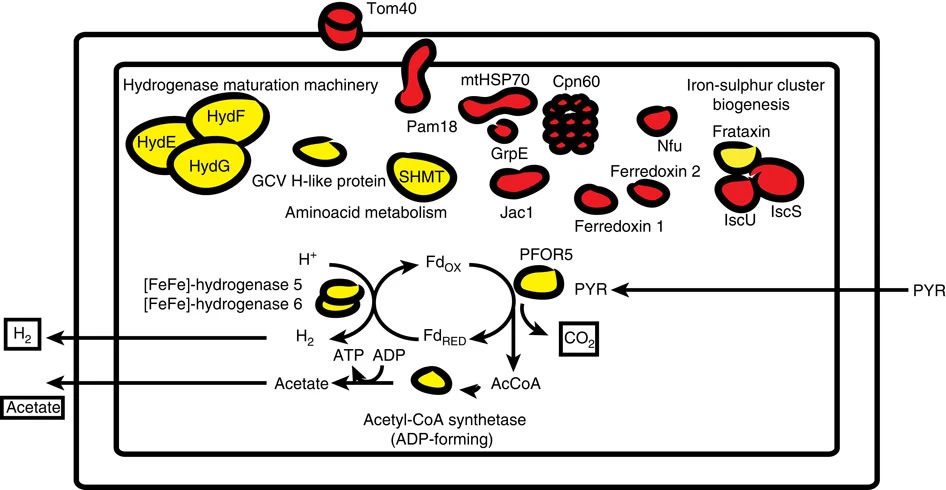
النشاط في Spironucleus & nbsp؛ salmonicida الهيدروجين: بيروفات (PYR) تحول إلى ثاني أكسيد الكربون (CO _{ 2 }) و أسيتات أثناء إنتاج الهيدروجين الجزيئي (H _{ 2 }) وتحويل ADP إلى ATP.

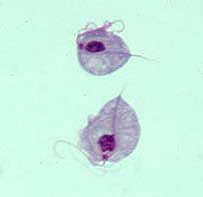

الهيدروجينوسوم هو عضية مغلفة بغشاء لدى بعض المهدبات اللاهوائية والمشعرات والفطر. هيدروجينوسومات المشعرات تنتج هيدروجين جزيئي، أسيتات، ثنائي أكسيد الكربون، وثلاثي فوسفات الأدينوسين، وذلك بواسطة العمليات التالية مجتمعة: سينثاز البيروفات (بالإنجليزية: Pyruvate synthase)‏، الهيدروجيناز (بالإنجليزية: hydrogenase)‏، A ناقل الأسيتات (بالإنجليزية: Acetate CoA-transferase)‏، و-A سينثيتاز تميم إنزيم السكسنيل (بالإنجليزية: Succinyl coenzyme A synthetase)‏.